# Кошелев, Василий Васильевич
Василий Васильевич Кошелев (19 июля 1908 года, посёлок Анопино, Гусь-Хрустальный район, Владимирская область — 14 октября 1992 года, Москва) — советский военный деятель, Генерал-майор танковых войск (1943 год).

## Начальная биография
Василий Васильевич Кошелев родился 19 июля 1908 года в посёлке Анопино Гусь-Хрустального района Владимирской области.

## Военная служба

### Довоенное время
В ноябре 1930 года был призван в ряды РККА и направлен в 3-й Туркестанский артиллерийский полк (3-я горнострелковая дивизия, Среднеазиатский военный округ), где после команды одногодичников был назначен на должность ответственного секретаря бюро ВЛКСМ полка.
В июле 1931 года вступил в ряды ВКП(б), а в декабре 1932 года — на должность политрука эскадрона 4-го механизированного дивизиона (4-я Туркменская кавалерийская дивизия). В 1936 году был награждён орденом Ленина.
В феврале 1938 году был направлен на учёбу на курсы усовершенствования политического состава РККА имени В. И. Ленина, после окончания которых в апреле того же года был назначен на должность командира эскадрона 4-го механизированного дивизиона (18-я горнокавалерийская дивизия), в августе — на должность командира бронеэскадрона, а в мае 1940 года — на должность командира 33-го бронетанкового дивизиона этой же дивизии.

### Великая Отечественная война
С началом войны находился на прежней должности. В августе — сентябре принимал участие во вводе советских войск на территорию Ирана, а в октябре был направлен на учёбу на курсы усовершенствования начальствующего состава при Военной академии механизации и моторизации РККА, после окончания которых с января 1942 года временно исполнял должность офицера Генштаба Красной Армии. В марте был назначен на должность офицера Генштаба при танковой дивизии, в мае — на должность старшего офицера Генштаба при 23-м танковом корпусе, а в октябре — на должность начальника штаба этого корпуса, который принимал участие в оборонительных боевых действиях под Сталинградом. В октябре корпус был выведен в Приволжский военный округ, в период с 16 октября по 28 ноября В. В. Кошелев как врид командира этого корпуса занимался вопросами его формирования.
18 февраля 1943 года приказом командующего войсками Юго-Западного фронта полковник В. В. Кошелев назначен начальником штаба 2-го танкового корпуса, который во время Курской битвы принимал участие в контрударе из района посёлка Беленихино (30 км севернее Белгорода). 15 декабря 1943 года В. В. Кошелеву присвоено звание генерал-майор танковых войск. 19 сентября 1943 года 2-й танковый корпус был преобразован в 8-й гвардейский танковый корпус, который принимал участие в ходе Белгородско-Харьковской, Люблин-Брестской, Млавско-Эльбингской, Восточно-Померанской наступательных операций, а также при освобождении городов Лебедин, Люблин, Миньск-Мазовецки, Цеханув, Дойч-Эйлау, Данциг и др.

### Послевоенная карьера
После окончания войны Кошелев находился на прежней должности. Корпус в июне 1945 года был преобразован в 8-ю гвардейскую танковую дивизию.
В январе 1947 года был направлен на учёбу в Высшую военную академию имени К. Е. Ворошилова, после окончания которой в марте 1949 года был назначен на должность начальника Ташкентского танкового училища, в марте 1950 года — на должность начальника штаба 4-й гвардейской механизированной армии, однако в мае 1953 года был снят с занимаемой должности и в августе того же года был назначен на должность начальника Саратовского танкового училища.
С декабря 1957 года служил начальником 4-го отдела Управления вузов сухопутных войск Главного управления боевой подготовки сухопутных войск, с августа 1958 года — заместителем начальника Управления вузов сухопутных войск, а с декабря 1960 года — заместителем начальника Управления вузов сухопутных войск и вневойсковой подготовки.
Генерал-майор танковых войск Василий Васильевич Кошелев в марте 1968 года вышел в отставку. Умер 14 октября 1992 года в Москве.

## Награды
- два ордена Ленина (1938, 30.12.1956[2]);
- шесть орденов Красного Знамени (02.12.1942, 18.10.1944, 16.02.1945, 05.05.1945, 15.11.1950[2], 22.02.1968);
- орден Суворова 2 степени (06.04.1945);
- орден Кутузова 2 степени (10.01.1944);
- орден Отечественной войны 1 степени (06.04.1985);
- орден Красной Звезды (03.11.1944[2]);
- Медали;

- Иностранные награды.

## Память
- Имя воина увековечено в Главном Храме Вооружённых сил России, и навсегда запечатлено на мемориале «Дорога памяти»[3].